# Balástya
Balástya – wieś i gmina położona w południowej części Węgier, w powiecie Kistelek, wchodzącego w skład komitatu Csongrád-Csanád.